# HD 181342
HD 181342 — звезда в созвездии Стрельца на расстоянии около 361 светового года от нас. Вокруг звезды обращается, как минимум, одна планета.

## Характеристики
HD 181342 — оранжевый субгигант с массой и диаметром, равными 1,84 и 4,6 солнечных соответственно. По яркости она превосходит Солнце в 12 раз, но температура её поверхности значительно холоднее, что характерно для звёзд этого типа. Возраст HD 181342 оценивается приблизительно в 1,8 миллиардов лет.

## Планетная система
В 2010 году командой астрономов из обсерватории Кек было объявлено об открытии планеты HD 181342 b в системе. Это газовый гигант, который тяжелее Юпитера более чем в три раза. Планета обращается на расстоянии 1,78 а.е. от родительской звезды, совершая полный оборот за 663 суток. Открытие было совершено методом Доплера.